# STS-122
La STS-122 è una missione spaziale del Programma Space Shuttle, la 24ª verso la Stazione Spaziale Internazionale (ISS) e il volo di assemblaggio 1E. La missione è effettuata dallo Space Shuttle Atlantis. Il lancio era originalmente previsto per il 6 dicembre 2007, ma è stato rimandato per problemi tecnici. Dopo la sostituzione di un connettore difettoso tra il serbatoio esterno e lo Shuttle, il lancio è avvenuto il 7 febbraio 2008. Lo Shuttle è atterrato il 20 febbraio alle 14:08:08 UTC.

## Equipaggio
| Ruolo                   | Equipaggio                       | Equipaggio                       |
| ----------------------- | -------------------------------- | -------------------------------- |
| Comandante              | Stephen Frick, NASA Secondo volo | Stephen Frick, NASA Secondo volo |
| Pilota                  | Alan Poindexter, NASA Primo volo | Alan Poindexter, NASA Primo volo |
| Specialista di missione | Stanley Love, NASA Primo volo    | Stanley Love, NASA Primo volo    |
| Specialista di missione | Rex Walheim, NASA Secondo volo   | Rex Walheim, NASA Secondo volo   |
| Specialista di missione | Leland Melvin, NASA Primo volo   | Leland Melvin, NASA Primo volo   |
| Specialista di missione | Hans Schlegel, ESA Secondo volo  | Hans Schlegel, ESA Secondo volo  |

Equipaggio ISS Expedition 16 in partenza
- Léopold Eyharts (2) - ISS Ingegnere di volo - ESA Francia

Equipaggio ISS Expedition 16 in ritorno
- Daniel Tani (2) - ISS Ingegnere di volo - NASA

Il numero tra parentesi indica il numero di voli spaziali eseguiti dall'astronauta compresa l'attuale missione.

## Scopi
L'obiettivo primario della missione è stato quello di installare sulla Stazione Spaziale Internazionale il modulo di costruzione europea Columbus, e di riportare sulla Terra l'ingegnere di volo Daniel Tani, membro della Expedition 16. Inizialmente prevista come l'ultima visita dell'Atlantis alla Stazione Spaziale Internazionale, a seguito di modifiche nell'ordine dei lanci e all'inserimento di ulteriori missioni al programma Space Shuttle è stata in realtà seguita da due ulteriori visite alla Stazione Spaziale Internazionale.

## Statistiche della missione
- 152ª missione umana Americana nello spazio
- 121ª missione Shuttle
- 96ª missione dopo il disastro del Challenger
- 8ª missione dopo il disastro del Columbia
- 29ª missione dell'Atlantis
- 24ª missione di assemblaggio della ISS

## Stemma
Lo stemma della missione raffigura in basso a destra una nave stilizzata, che rappresenta i viaggi dei primi esploratori verso occidente. Lo Shuttle prosegue simbolicamente queste esplorazioni da est verso ovest, e dopo circa 500 anni dal viaggio di Cristoforo Colombo trasporta il modulo europeo Columbus alla stazione spaziale per inaugurare una nuova era di scoperte scientifiche.

## Missione

### Carico della missione
La STS-122 costituisce il volo di assemblaggio 1E della ISS che prevede, oltre al trasporto del modulo Columbus, il Biolab, il Fluid Science Laboratory, l'European Drawer Rack e l'European Physiology Modules. Inoltre il carico comprende anche il Solar Monitoring Observatory e l'European Technology Exposure Facility. Lo Shuttle riporterà sulla Terra un giroscopio malfunzionante della stazione che è stato sostituito con uno nuovo durante la missione STS-118.

### Prelancio
Il serbatoio esterno (ET-125) è giunto al Kennedy Space Center il 14 settembre 2007 ed è stato trasferito al Vehicle Assembly Building dove i tecnici hanno modificato la linea di alimentazione dell'ossigeno liquido prima di agganciarlo ai Solid Rocket Booster il 17 ottobre.
Il 3 novembre 2007 l'Atlantis è stato spostato al Vehicle Assembly Building dove è stato agganciato al serbatoio esterno e ai razzi a combustibile solido. Lo Shuttle è stato trasportato alla piattaforma di lancio 39A il 10 novembre.

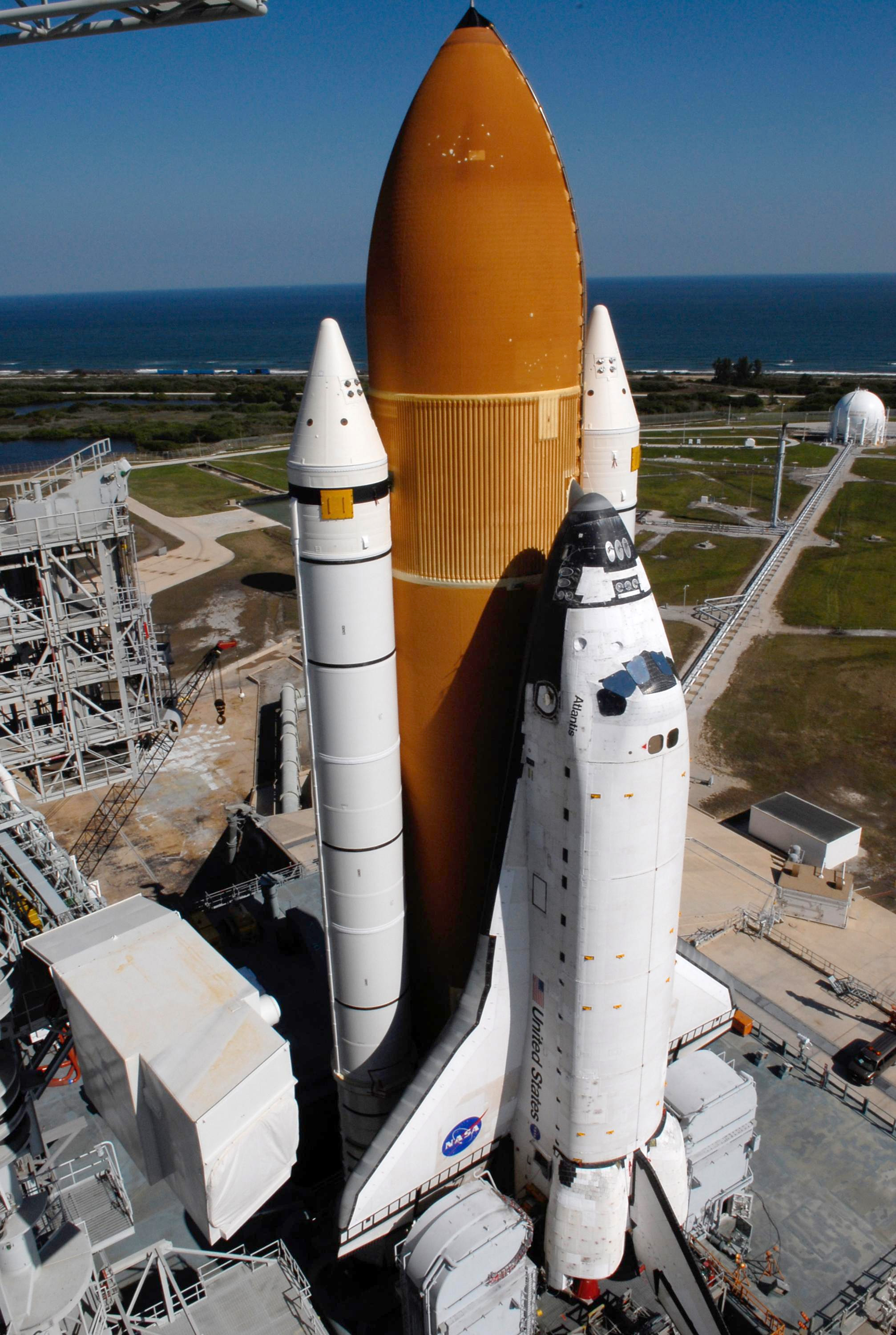
L'Atlantis posizionato sulla piattaforma di lancio 39A

## Cronologia

### Giovedì 6 dicembre (lancio rinviato)
Giovedì 6 dicembre 2007, durante il caricamento dell'idrogeno liquido e dell'ossigeno liquido nel serbatoio esterno, due dei quattro sensori ECO (Engine Cutoff) del serbatoio dell'idrogeno non hanno risposto correttamente. Di conseguenza il direttore del lancio Doug Lyons ha preso la decisione di rinviare il lancio. Nonostante siano presenti quattro sensori in totale, per avere una ridondanza tripla, i criteri di lancio (Shuttle Launch Commit Criteria) richiedono che almeno tre sensori siano funzionanti per procedere nel conto alla rovescia. Il lancio è stato rinviato inizialmente di 24 ore, e successivamente di 48 ore per effettuare ulteriori test.

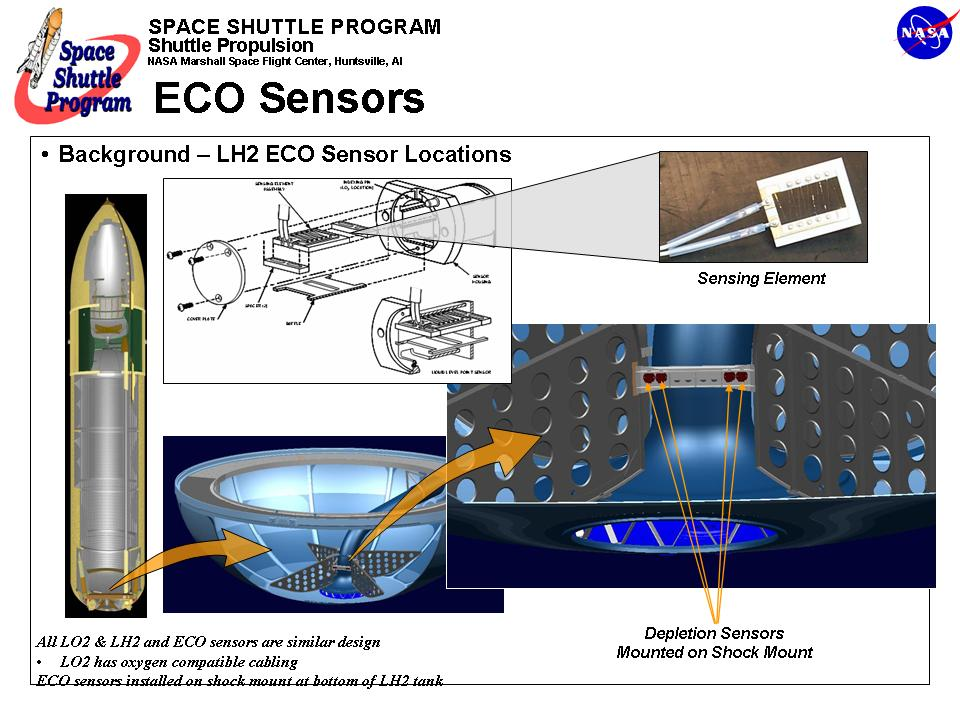
Immagine dove viene mostrata la posizione dei sensori ECO del serbatoio dell'idrogeno

### Venerdì 7 dicembre (nessun tentativo di lancio)
I responsabili NASA hanno valutato la situazione. Si pensa che il problema sia nel cablaggio all'interno del serbatoio esterno che ha provocato i dati errati dei sensori ECO. Durante il caricamento viene infatti compiuto un test dei sensori ECO per assicurarne il corretto funzionamento. Giovedì mattina il test non è stato superato dai primi due sensori e quando successivamente i tecnici hanno svuotato il serbatoio, il terzo sensore ha continuato ad indicare WET, ovvero che il serbatoio non era vuoto.
Questi sensori controllano lo spegnimento dei motori principali dello Shuttle e questo anomalo funzionamento potrebbe non inviare il comando quando il serbatoio termina il combustibile.
Le possibili opzioni che sono state considerate erano due. La prima consisteva nel lanciare lo Shuttle anche con soli due sensori, nonostante il Launch Commit Criteria ne richieda tre, monitorando da terra l'uso del combustibile. La seconda opzione prevedeva la riparazione o la sostituzione dei sensori, che avrebbe richiesto lo spostamento dell'orbiter nel Vehicle Assembly Building e quasi sicuramente impedito il lancio per il mese di dicembre.
Dopo il meeting del Mission Management Team, lo Shuttle Program Director Wayne Hale ha tenuto una conferenza stampa spiegando che il team ha discusso approfonditamente i problemi e ha deciso di tentare il lancio domenica. Il Launch Commit Criteria è stato modificato assieme alle procedure dei controllori di volo che effettueranno dei monitoraggi aggiuntivi dei sensori ECO durante la salita. È stato infatti richiesto che durante il caricamento del combustibile tutti i 4 sensori siano in funzione, come è successo in precedenza durante il primo tentativo di lancio. È stato annunciato un ulteriore meeting del Mission Management Team il giorno successivo per discutere ulteriormente le procedure prima di prendere una decisione definitiva.

### Sabato 8 dicembre (nessun tentativo di lancio)
Il Mission Management Team ha completato i piani per il lancio di domenica e discusso le possibili opzioni.
È stata presa la decisione unanime di tentare il lancio domenica usando dei criteri di lancio modificati, che prevedono il funzionamento di tutti i quattro sensori ECO durante il riempimento della serbatoio, l'implementazione di una procedura per i controllori di volo per il monitoraggio dei sensori dopo il decollo e la riduzione della finestra di lancio da 5 minuti ad uno per risparmiare carburante.
Queste modifiche non sono permanenti e saranno implementate solo per questa missione. Se durante il riempimento uno dei sensori avrà dei malfunzionamenti allora il lancio sarà rimandato.
Dopo la missione saranno compiute varie attività e procedure per risolvere il problema dei sensori. Un apposito team si riunirà per implementare dei cambiamenti nei motori principali per migliorare l'uso e il controllo dell'idrogeno liquido e aggiornamenti ai misuratori di flusso.

### Domenica 9 dicembre (lancio rinviato)
Il lancio dell'Atlantis è stato rinviato al 2 gennaio 2008 a causa del malfunzionamento del terzo sensore ECO durante il rifornimento
Durante la conferenza tenutasi dopo l'annuncio del rinvio, il direttore di lancio Doug Lyons ha affermato che non viene presa in considerazione il rollback al Vehicle Assembly Building perché il pad permette di effettuare le indagini e le riparazioni necessarie
"Possiamo compiere delle ricerche estensive di guasti qua fuori prima di rientrare. Non ci sono molte cose che non possiamo fare alla piattaforma di lancio e che sono possibili al Vehicle Assembly Building". I responsabili hanno riunito un team di ricerca e riparazione guasti nel breve periodo per identificare e prevedere o prevenire l'anomalia ai sensori.

### Riparazione

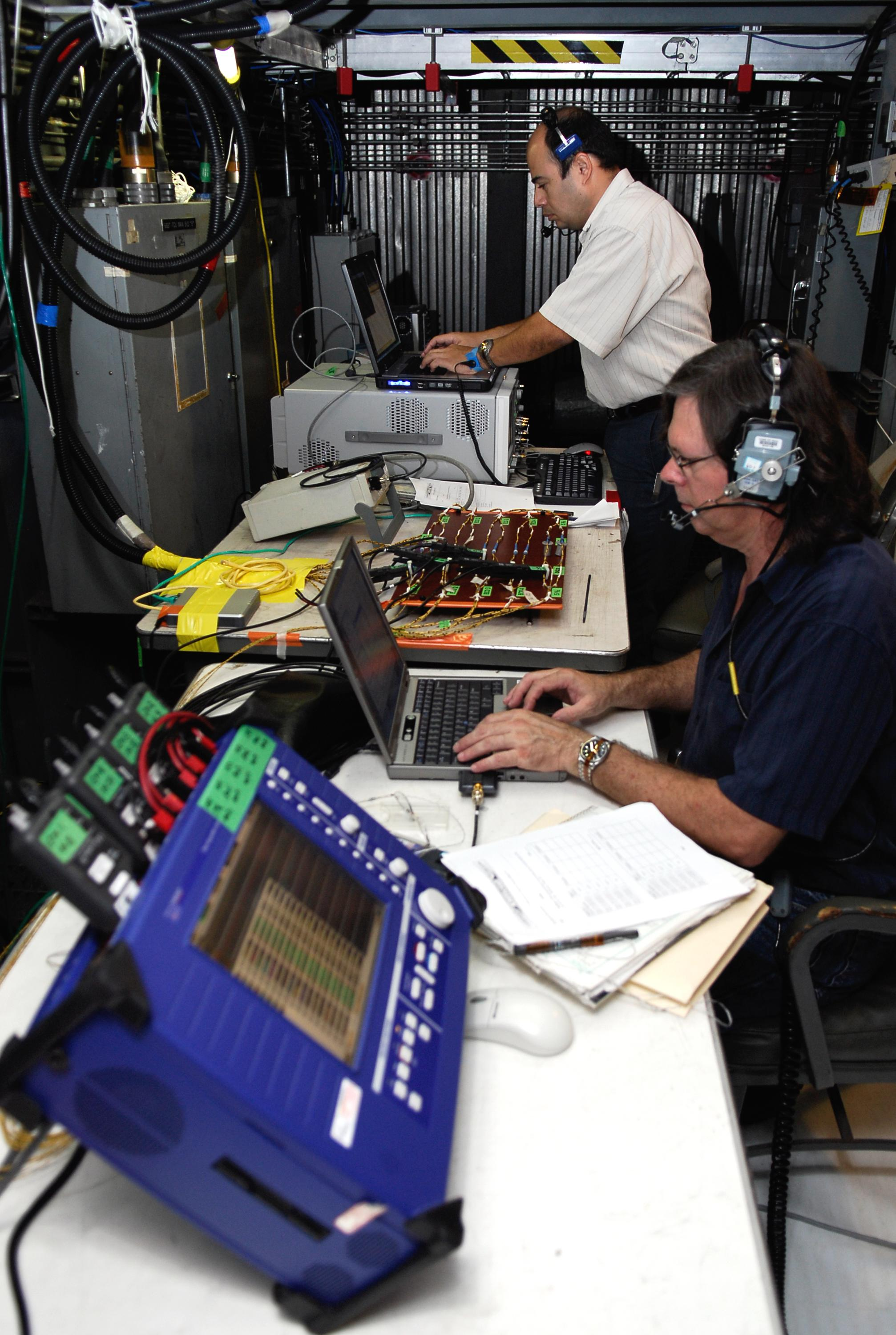
Gli ingegneri lavorano sul riflettometro all'interno della Mobile Launcher Platform

Dopo il secondo tentativo fallito di lancio, la NASA iniziò le ricerche delle cause per il problema del sensore ECO. Per raccogliere una maggiore quantità di dati effettuarono un test di riempimento del serbatoio il 18 dicembre. Gli ingegneri installarono del cablaggio di test dal braccio di coda dell'orbiter fino all'interno della Mobile Launcher Platform (MLP). I dati vennero analizzati con un riflettometro per controllare il funzionamento del sistema ECO. Studiando il comportamento del sensore prima, durante e dopo il riempimento del serbatoio, la NASA è stata in grado di individuare il problema nel connettore al serbatoio dell'idrogeno liquido.

### Giovedì 7 febbraio (1º giorno, lancio)

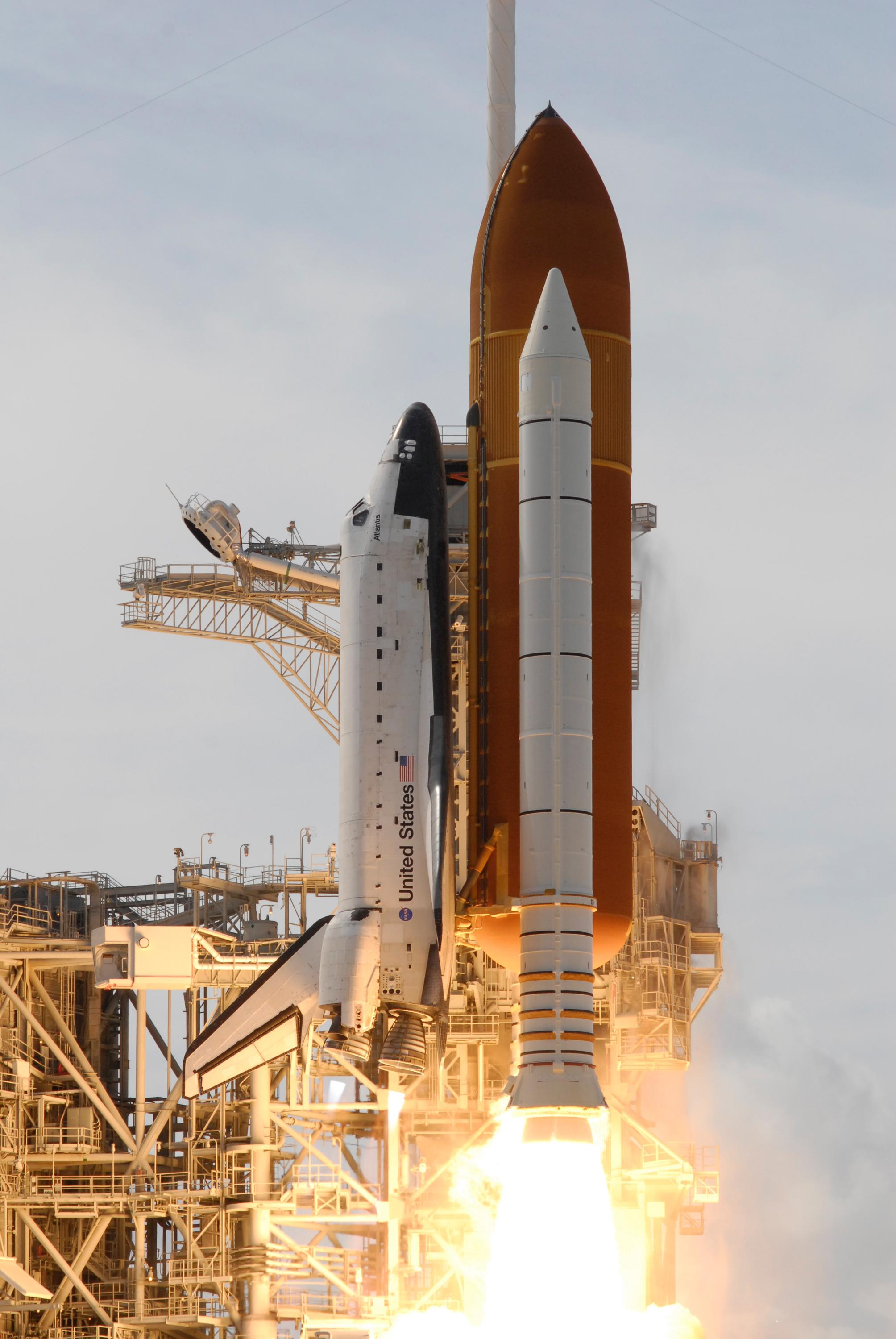
Lancio della missione STS-122

Il rifornimento è iniziato alle 5:26 EST in previsione del lancio delle 14:45 EST. I sensori del carburante hanno funzionato come previsto, ed alle 14:35 il direttore di lancio Doug Lyons ha dato il via al lancio. L'Atlantis è decollato alle 19:45 UTC (14:45 EST) e lo spegnimento del motore principale è avvenuto alle 19:54 UTC. Una volta in orbita, l'equipaggio ha aperto il portello della stiva di carico, esteso l'antenna in banda Ku, attivato il braccio robotico e ha inviato il materiale video ripreso durante la separazione del serbatoio esterno a Terra.

### Venerdì 8 febbraio (2º giorno)
L'equipaggio dell'Atlantis ha passato il giorno effettuando vari compiti per preparare l'attracco dello Shuttle del giorno successivo. La maggior parte delle attività sono state dedicate al controllo del sistema di protezione termico dell'Orbiter attraverso l'Orbiter Boom Sensor System (OBSS). In prima mattinata l'equipaggio ha compiuto un'accensione dei motori di manovra orbitali (Orbital Maneuvering System) per correggere l'orbita in vista dell'aggancio con la Stazione Spaziale Internazionale.
Durante il briefing della missione che si è tenuto nel pomeriggio, il Direttore di Volo Mike Sarafin ha affermato che non sono presenti problemi tecnici e la missione è in orario con la tabella di marcia per l'aggancio con la ISS di sabato alle 17:25 UTC. Sono a disposizione sufficienti risorse per una eventuale estensione della missione, ma essa sarà decisa non prima del giorno 5° di missione. Anche John Shannon, a capo del Mission Management Team ha dichiarato che nei video del lancio non c'è "assolutamente nulla di preoccupante", e solo un pezzo di rivestimento sembra colpire l'orbiter a 440 secondi durante la salita. Tuttavia in quella fase del decollo qualunque oggetto esterno che si stacchi e colpisca l'orbiter non possiede sufficiente energia per causare danni. Sabato verrà effettuata, in prossimità della stazione spaziale, la Rendezvous pitch maneuver per accertare che la parte inferiore del sistema di protezione termico sia integra. Queste immagini saranno in seguito valutate per decidere se compiere delle ispezioni specifiche. Shannon ha fatto notare che le migliorie apportate al serbatoio esterno dello Shuttle sono "fenomenali" ed è molto soddisfatto dei dati ricevuti.

### Sabato 9 febbraio (3º giorno)
Lo Shuttle, durante l'avvicinamento alla stazione spaziale, ha compiuto le normali accensioni dei motori per delle piccole correzioni dell'orbita.
Tra le 16:24 e le 16:31 UTC, l'Atlantis ha effettuato la Rendezvous Pitch Maneuver, per permettere all'equipaggio della stazione di riprendere immagini ad alta risoluzione dello scudo termico. Sono state riprese ulteriori immagini dall'Orbital Maneuvering System Pod ed è stata rilevata "un'area di interesse". Alle 17:17 UTC l'Atlantis ha effettuato l'attracco con la ISS. Lo Shuttle ha aperto il portello del Pressurized Mating Adapter 2 all'estremità del modulo Harmony. Alle 18:40 si sono aperti i portelli tra lo Shuttle e la stazione spaziale mentre si trovava sopra l'Oceano Indiano. L'Atlantis è il primo Orbiter ad attraccare nella nuova posizione del Pressurizer Mating Adapter, che è stato spostato nella missione precedente all'estremità di prua del modulo Harmony.
Durante il briefing della missione che si è tenuto alle 20:00 il direttore di volo ha affermato che uno dei tre computer IBM AP-101 a bordo dello Shuttle non si è inizializzato correttamente prima del Rendezvous e che verranno compiute ulteriori analisi su una piccola lacerazione del rivestimento protettivo dello scudo termico.
Alle 20:14 è stato annunciato un rinvio di 24 ore e una modifica del personale per la prima passeggiata spaziale, che era originalmente prevista per il 10 febbraio.
Durante il briefing è stato anche accennato un problema medico, non preoccupante, a un membro dell'equipaggio. Ulteriori dettagli non sono stati comunicati per il rispetto della privacy.

### Domenica 10 febbraio (4º giorno)
I due equipaggi hanno trascorso il loro primo giorno assieme lavorando all'ispezione del rivestimento dello scudo termico, ricontrollando le procedure della passeggiate spaziali e iniziando il trasferimento del carico dallo Shuttle alla stazione. L'ESA ha confermato che il membro dell'equipaggio che soffre di un problema medico è Schlegel, ma ha anche confermato che non si tratta di una condizione preoccupante e non causerà problemi agli altri membri. Tani e Eyharts hanno passato diverse ore al lavoro per prendere familiarità con le procedure della stazione, in particolare per aiutare Eyharts ad imparare dove si trovano i vari oggetti nella stazione spaziale. Love, Walheim e Schlegel hanno trascorso molto tempo per studiare le attività extraveicolari; Walheim e Love hanno passato la notte nel Quest Airlock in preparazione della passeggiata di lunedì.
Durante il briefing sullo stato della missione non sono stati annunciate modifiche alla tabella di marcia della missione. Commentando le analisi in corso sullo scudo termico, Shannon ha affermato che "l'ispezione del sistema di protezione termico sta andando molto bene, è la più veloce mai compiuta su un volo. Abbiamo completamente controllato la parte inferiore dell'Orbiter, non ci sono problemi e tutte le mattonelle rinforzate carbonio-carbonio sulle ali e sul naso sono state completamente verificate. Stiamo raccogliendo ulteriori informazioni sul pod OMS di destra. L'Atlantis è assolutamente senza problemi.".

### Lunedì 11 febbraio (5º giorno)

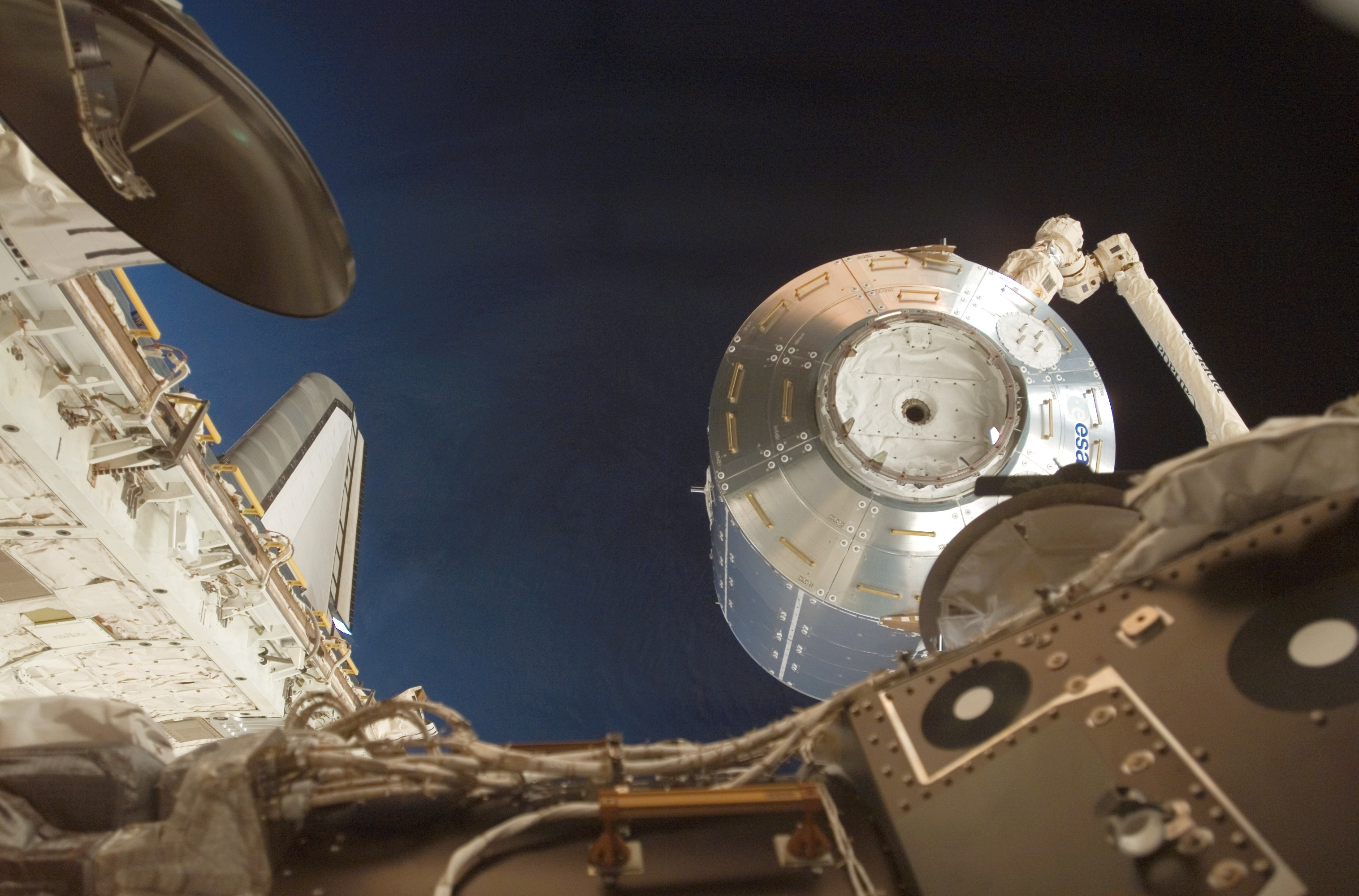
Il modulo Columbus, agganciato al braccio robotico, viene spostato dalla stiva di carico dello Shuttle

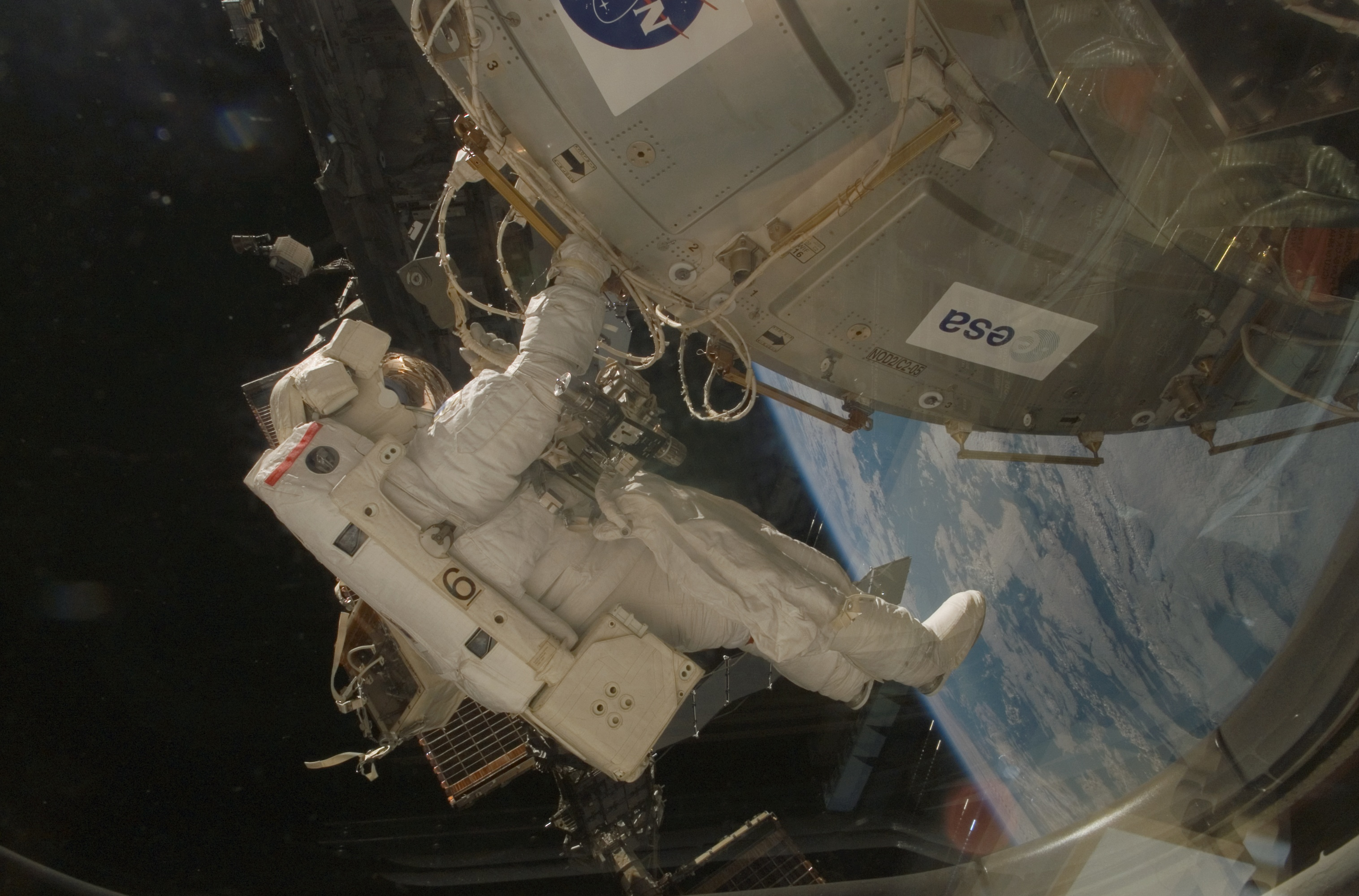
L'astronauta Stanley Love durante la prima passeggiata spaziale

Dopo il risveglio, entrambi gli equipaggi hanno iniziato a prepararsi per la prima passeggiata spaziale. Love e Walheim hanno iniziato le attività alle 14:13 UTC, assistiti dal pilota Alan Poindexter dallo specialista di missione Schlegel. Alle 19:53 UTC, Walheim e Love hanno completato i preparativi per lo sgancio del modulo dalla stiva di carico dell'Atlantis e con l'aiuto di Melvin al comando del braccio robotico, il modulo è stato spostato e agganciato alla stazione spaziale. Eyharts ha annunciato che il modulo era ufficialmente parte della stazione, comunicando al centro di controllo: "Houston e Monaco, il laboratorio Columbus è ora parte della ISS". Successivamente i due astronauti hanno iniziato la repressurizzazione del Joint Airlock alle 21:11 UTC e terminato ufficialmente le attività extraveicolari dopo 7 ore e 58 minuti.

### Martedì 12 febbraio (6º giorno)
Eyharts e Schlegel hanno aperto il portello del modulo Columbus. Alle 9:08 Eyharts ha comunicato a Houston, Mosca e Monaco: "È un momento speciale per tutte le persone in Europa e negli USA che hanno contribuito alla costruzione del Columbus. Specialmente le agenzie spaziali, ovviamente, l'industria ma anche tutti i cittadini che hanno sostenuto i voli spaziali. È un grande momento e Hans ed io siamo molto fieri di essere qui ed entrare per la prima volta nel modulo Columbus".
Schlegel ha aggiunto: "Siamo molto fieri. Penso che stia iniziando una nuova era, il volume del modulo scientifico europeo Columbus e la ISS sono connessi per molti anni di ricerca cooperativa internazionale nello spazio. È un grande momento per noi".
Gli astronauti hanno collegato le linee di energia, i collegamenti dati e per il raffreddamento per attivare il nuovo modulo. Inoltre è stato necessario attivare i filtri e le ventole per l'aria.
Il Controllo Missione ha comunicato al comandante Frick che gli ingegneri hanno terminato le analisi del rivestimento protettivo situato vicino al pod OMS di destra, e non hanno trovato problemi.

### Mercoledì 13 febbraio (7º giorno)

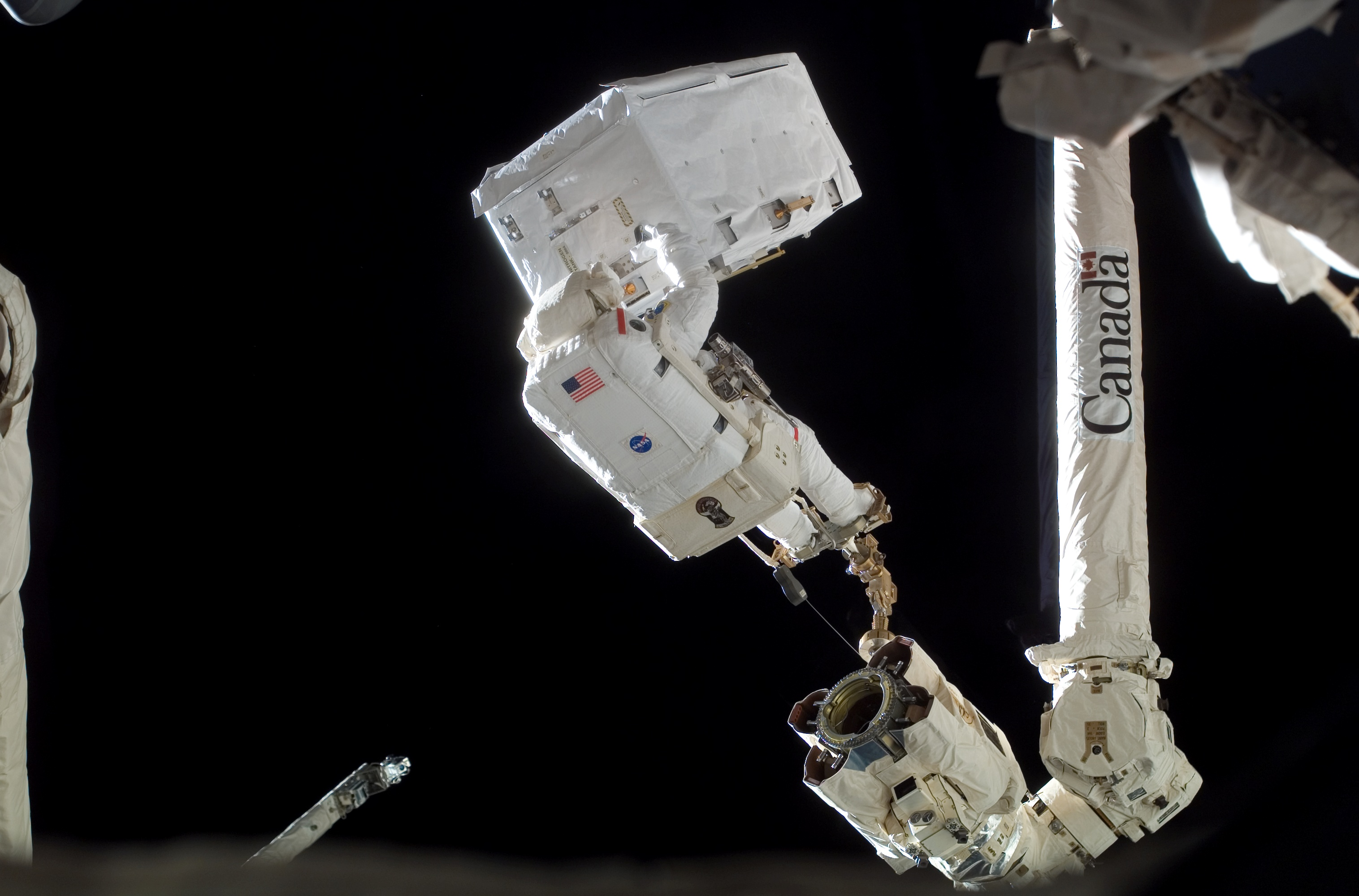
L'astronauta Walheim, ancorato al braccio robotico, trasferisce il nitrogen tank assembly

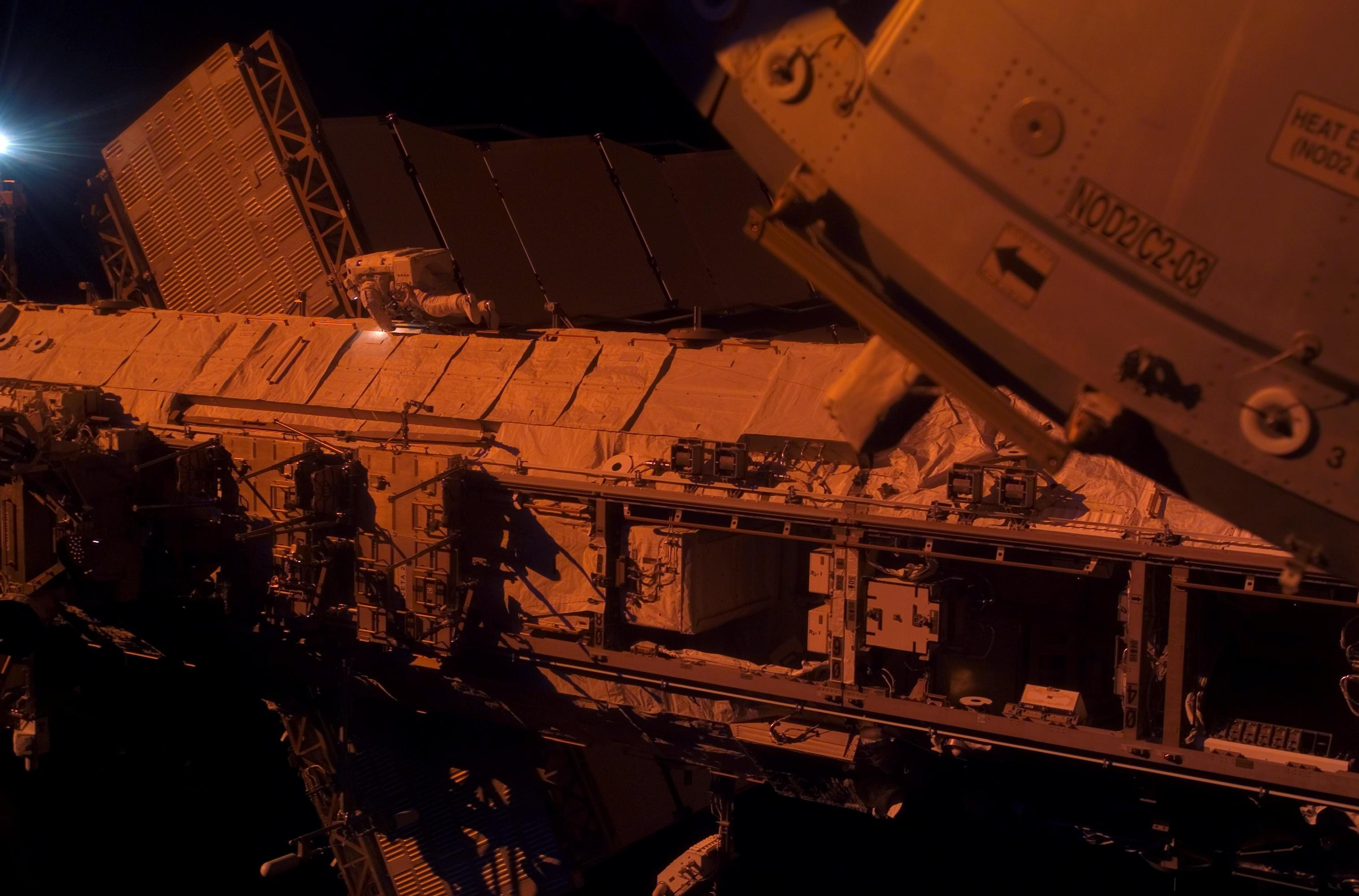
Schlegel effettua le attività nell'oscurità dello spazio

Dopo il risveglio, gli equipaggi dello Shuttle e della stazione hanno iniziato a preparare la seconda passeggiata spaziale. Il comandante della stazione Whitson e il comandante dello Shuttle Frick hanno assistito Walheim e Schlegel nelle attività che precedono un'attività extraveicolare. Eyharts e il resto dell'equipaggio a bordo della stazione hanno continuato l'attivazione del modulo, e trasferito dei materiali ed equipaggiamenti dallo Shuttle alla Stazione. La seconda EVA è iniziata alle 14:27 UTC ed è terminata alle 21:12 UTC.
Nella seconda passeggiata gli astronauti hanno sostituito un serbatoio del sistema refrigerante. Mentre erano in corso le attività, i responsabili della missione hanno esteso la missione di un giorno, per una durata complessiva di 13 giorni. L'attivazione del laboratorio Columbus è stata ritardata a causa di un inconveniente software che impediva la trasmissione dei comandi provenienti dal centro di controllo ESA a Monaco verso i computer del modulo attraverso i sistemi di comando della stazione spaziale.
Il direttore di volo NASA ha comunque annunciato che è stato individuato il problema e il metodo per superarlo. I controllori di volo hanno cancellato i vecchi comandi memorizzati nei computer del modulo e hanno ripristinato le comunicazioni tra il centro di controllo e il Columbus. Gli ingegneri hanno lavorato per tutta la notte, e questo contrattempo ha ritardato l'attivazione del modulo di 24 ore.
Nella passeggiata gli astronauti Schlegel e Walheim hanno installato la Nitrogen Tank Assembly nel segmento P1. Questo serbatoio contenente azoto ad alta pressione, del peso di 249 kg, sostituisce il vecchio serbatoio da 36 kg. L'azoto contenuto serve a tenere sotto pressione le linee di raffreddamento che scorrono lungo la stazione spaziale.
Love e Schlegel hanno provveduto anche a installare del rivestimento isolante e a ispezionare una serie di detriti di metallo situati sullo scafo della stazione. Love ha scoperto casualmente un piccolo buco di 2 mm nella ringhiera esterna, che è stato ribattezzato scherzosamente dal controllo missione il "Cratere Love".

### Giovedì 14 febbraio (9º giorno)
I due equipaggi hanno trascorso una giornata relativamente leggera, inserita nella tabella di marcia per far riposare gli astronauti dopo una settimana di intense attività. Sono state fatte diverse interviste con i media, e un collegamento con la cancelliera tedesca Angela Merkel, che si è congratulata con Eyharts e Schlegel, come rappresentanti dell'Agenzia Spaziale Europea, per il successo nell'installazione del modulo Columbus. Gli equipaggi hanno effettuato della manutenzione, tra cui lo svuotamento delle acque di scarico dello Shuttle, il trasferimento di materiali e hanno continuato gli ultimi lavori nel modulo. Gli astronauti hanno inoltre ricontrollato le procedure della passeggiata spaziale.

### Venerdì 15 febbraio (10º giorno)

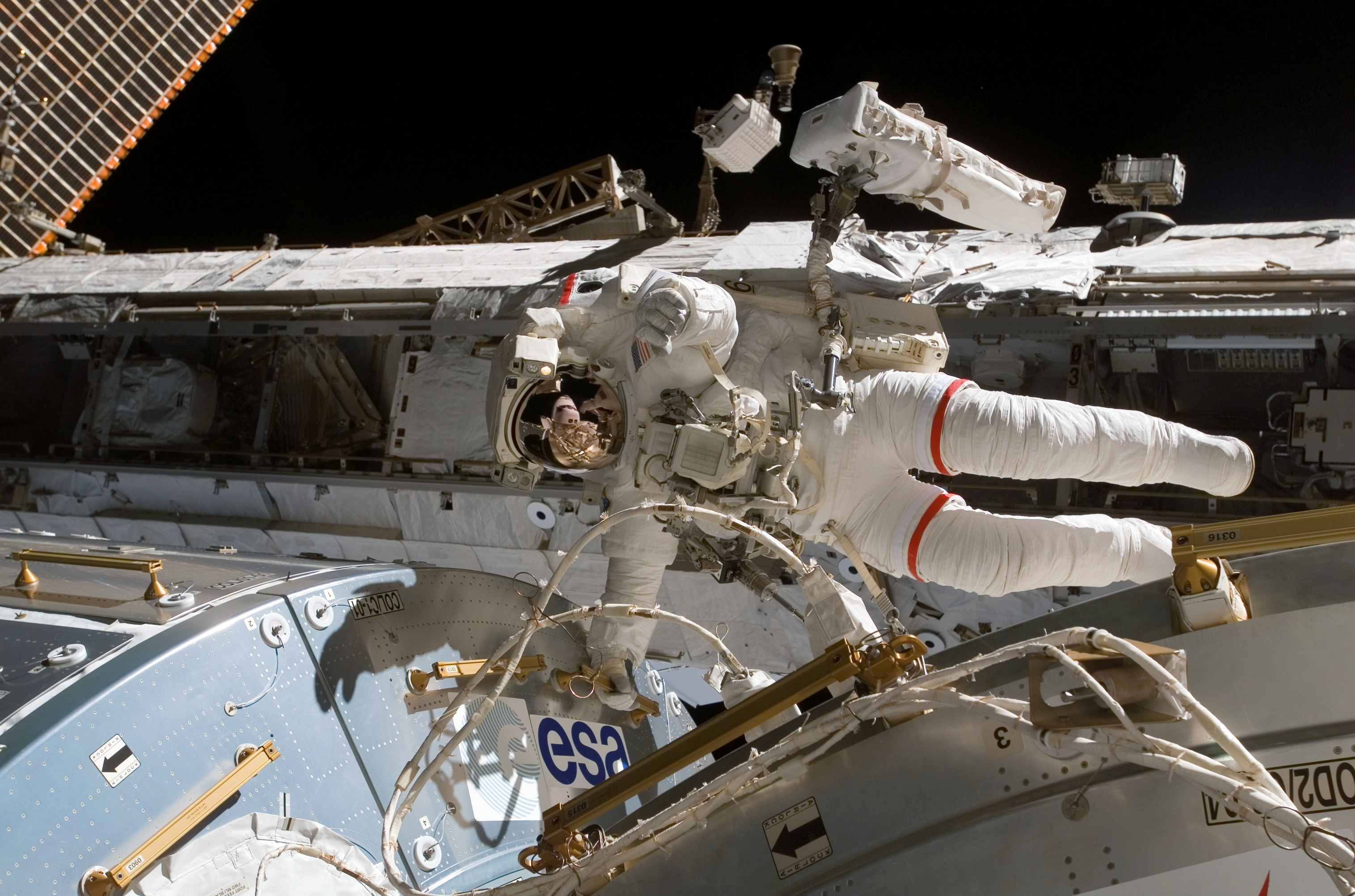
L'astronauta Rex Walheim agganciato al corrimano installato all'esterno del modulo Columbus durante la terza passeggiata

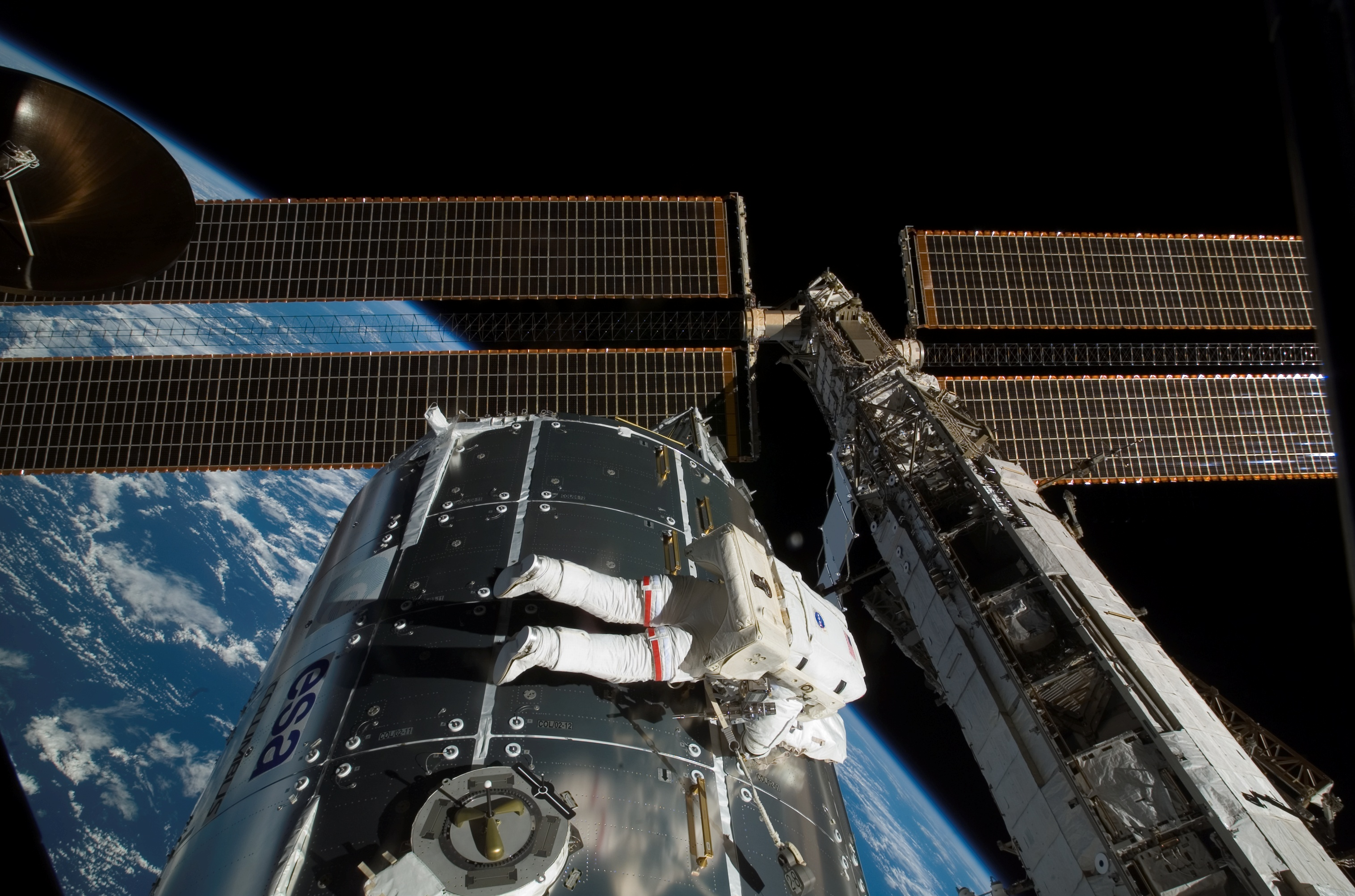
Rex Walheim

Dopo il risveglio, Waheim e Love hanno passato la mattinata in preparazione della terza attività extraveicolare, assistiti da Whitson e Frick, mentre il resto dell'equipaggio ha continuato a lavorare sul nuovo modulo, trasferendo materiali e preparandosi al supporto del braccio robotico durante la passeggiata spaziale. Le attività extraveicolari sono iniziate alle 13:07 UTC. Gli astronauti hanno completato la terza passeggiata spaziale, installando l'osservatorio SOLAR e lo European Technology Exposure Facility, mentre Leland Melvin era al comando del braccio robotico della stazione spaziale. Infine il giroscopio malfunzionante, che era stato sostituito nella missione STS-118 e riposto in una stiva della stazione, è stato portato all'interno della stiva di carico dell'Atlantis per riportarlo a Terra. Le attività extraveicolari sono state supervisionate da Alan Poindexeter dall'interno della stazione.

### Sabato 16 febbraio (11º giorno)
Gli equipaggi hanno provveduto alle inizializzazioni e agli allestimenti finali del nuovo modulo della stazione. All'inizio della giornata sono stati utilizzati i propulsori dell'Atlantis per fornire la spinta (in inglese reboost) alla Stazione Spaziale. Questa attività è di normale routine poiché a causa di un leggero attrito con l'atmosfera terrestre, la stazione spaziale perde quota e la sua orbita deve essere periodicamente corretta. L'operazione ha richiesto 36 minuti ed ha avuto successo.
Gli astronauti hanno anche trasferito le ultime parti del carico dello Shuttle alla stazione, oltre ad aver tenuto conferenze stampa con i media europei e statunitensi.

### Domenica 17 febbraio (12º giorno)

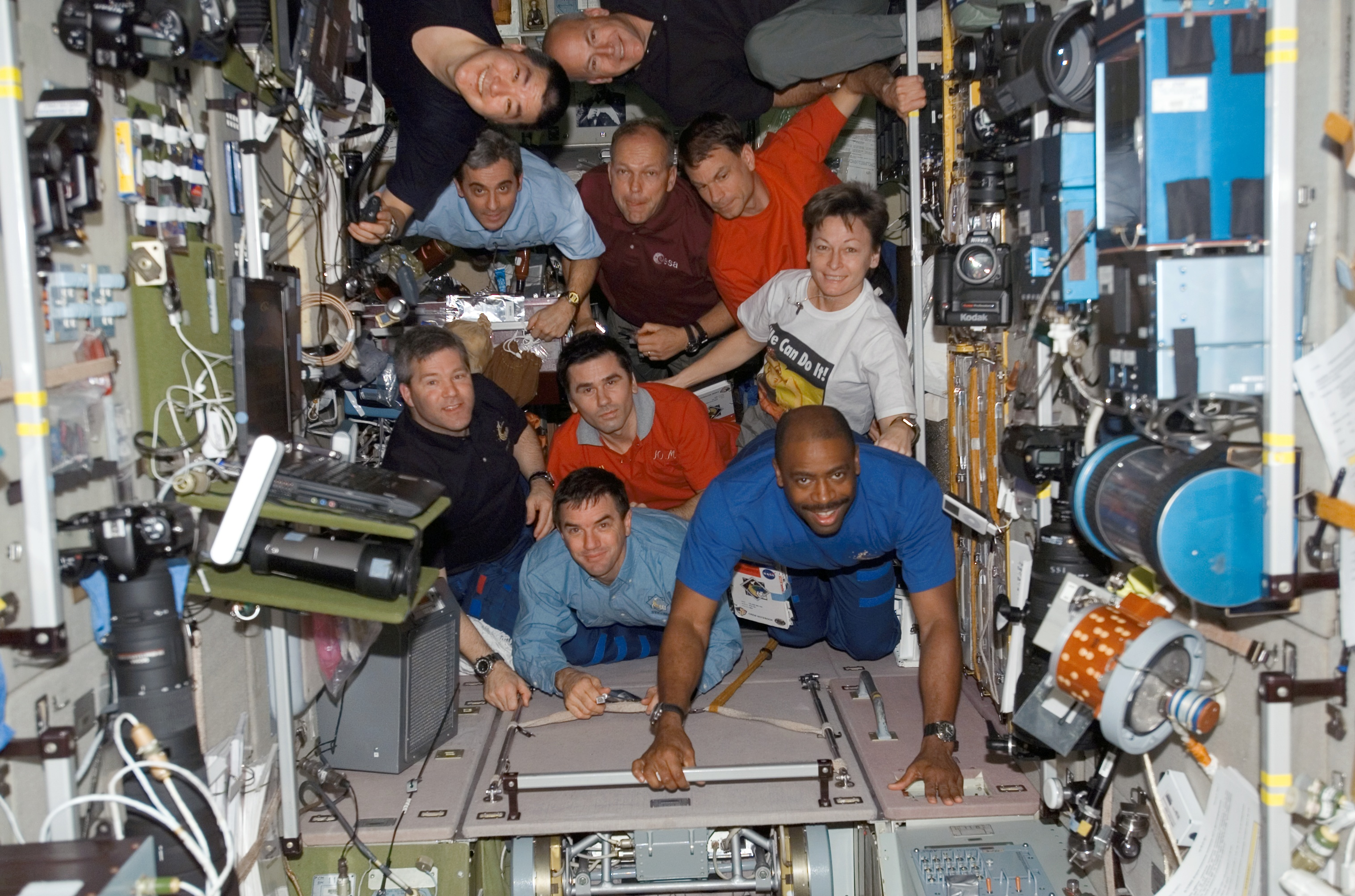
Foto di gruppo degli equipaggi dello Shuttle e della Expedition 16

L'equipaggio dello Shuttle ha completato i trasferimenti e assieme agli astronauti della stazione hanno tenuto la tradizionale cerimonia di commiato, prima della chiusura dei portelli tra la stazione e l'Atlantis alle 18:03 UTC. Tani si è unito all'equipaggio dell'Atlantis per il rientro, essendo stato sostituito a bordo della stazione da Eyharts.

### Lunedì 18 febbraio (13º giorno)
L'Atlantis si è sganciato dalla stazione spaziale alle 9:24 UTC. Il pilota Poindexter ha completato un giro attorno alla stazione per poter riprendere foto e video del nuovo modulo. In seguito l'equipaggio ha completato le analisi dello scudo termico attraverso l'Orbiter Boom Sensor System per rilevare eventuali danni.

### Martedì 19 febbraio (14º giorno)
L'equipaggio dell'Atlantis ha iniziato i preparativi per l'atterraggio di mercoledì alle 8:45 UTC. Alle 10:10 UTC il pilota Poindexter, il comandante Frick e lo specialista di missione Walheim hanno attivato un auxiliary power unit per controllare le superfici di controllo di volo dell'orbiter, dopo il quale hanno iniziato i test del reaction control system.
Nel pomeriggio di lunedì si è verificato un malfunzionamento ad un componente del reaction control system che tuttavia non viene utilizzato per il rientro, ma solo per effettuare piccole correzioni della posizione dello Shuttle mentre è in orbita.
L'atterraggio dell'Atlantis al Kennedy Space Center è previsto per mercoledì alle 16:07 UTC.
L'equipaggio della stazione spaziale ha invece passato una giornata di riposo. Nei giorni successivi infatti è previsto l'inizio dei preparativi per l'arrivo del laboratorio Kibo e del Dexterous Robotic System con la missione STS-123.

### Mercoledì 20 febbraio (15º giorno, atterraggio)

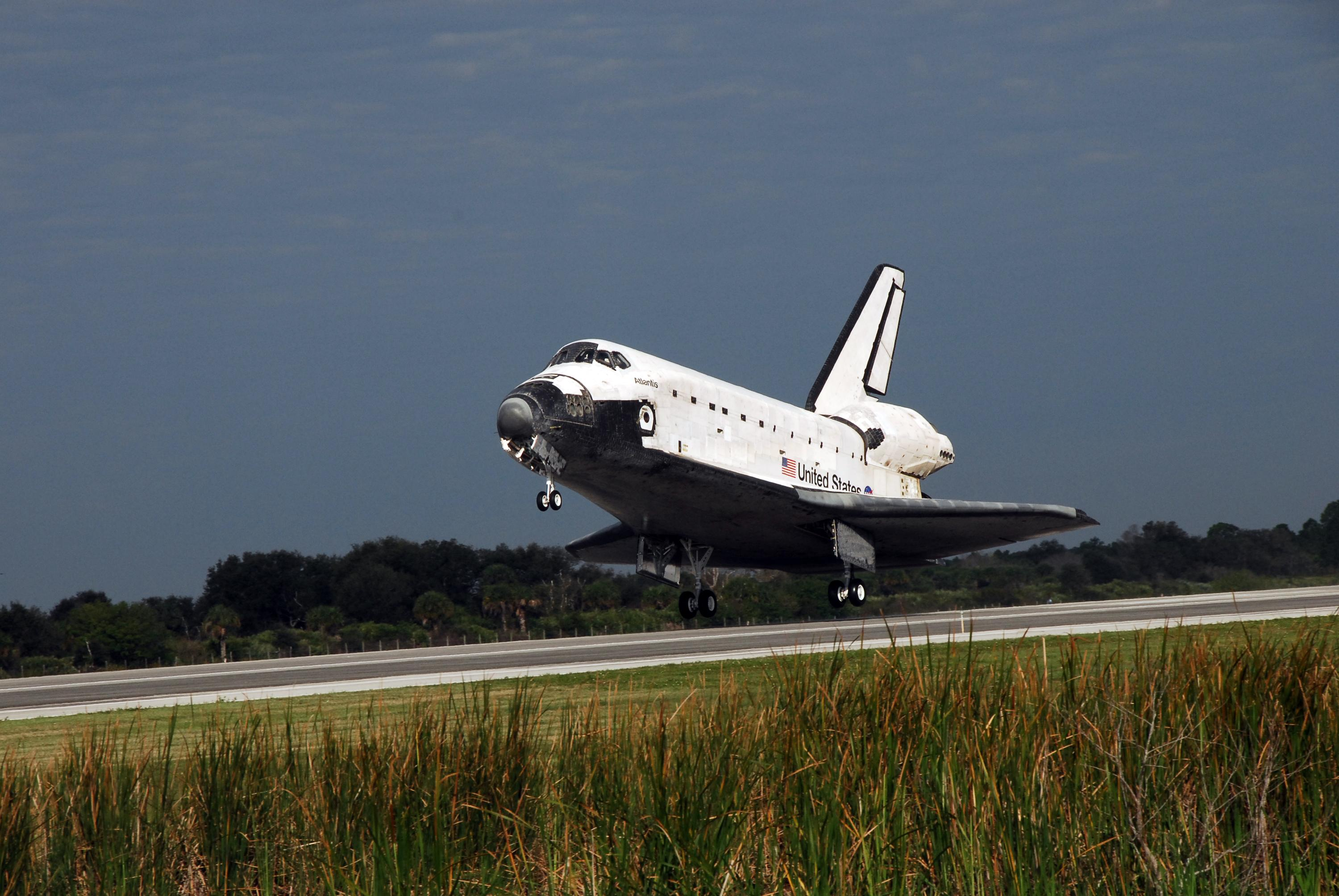
L'Atlantis in atterraggio al Kennedy Space Center

Erano presenti due possibilità di atterraggio al Kennedy Space Center e altre due nella Edwards Air Force Base, ma essendo le condizioni meteorologiche molto favorevoli al KSC è stata sfruttata la prima possibilità.
Dopo l'autorizzazione dal Controllo Missione, il comandante Frick e il pilota Poindexter alle 12:59 UTC hanno effettuato l'accensione dei propulsori per un periodo di 2 minuti e 44 secondi. L'Atlantis ha in questo modo diminuito la sua velocità a sufficienza per iniziare la discesa.
Alle 13:40 UTC l'Orbiter è entrato nell'interfaccia di rientro, ovvero il punto dove il velivolo incontra i primi strati dell'atmosfera. Alle 14:08 UTC l'Atlantis ha toccato terra alla pista 15 del Kennedy Space Center e pochi istanti dopo il comandante ha comunicato il consueto messaggio di veicolo fermo (Wheel Stop).

### Attività extraveicolari
|      | Astronauta                | Inizio            | Fine              | Durata           | Missione |
| ---- | ------------------------- | ----------------- | ----------------- | ---------------- | --- |
| EVA1 | Rex Walheim Stanley Love  | 11 febbraio 14:13 | 11 febbraio 22:11 | 7 ore, 58 minuti | Installazione del Grapple Fixture del modulo Columbus, preparazione per l'assemblaggio del serbatoio di azoto del segmento P1, rimozione del Power and Grapple Fixture e installazione sul Columbus.                                                          |
| EVA2 | Rex Walheim Hans Schlegel | 13 febbraio 14:27 | 13 febbraio 21:12 | 6 ore, 45 minuti | Installazione del serbatoio di azoto del segmento P1, immagazzinamento del vecchio serbatoio nella stiva di carico, instradamento dello Station-to-Shuttle Power Transfer System (SSPTS).                                                                     |
| EVA3 | Rex Walheim Stanley Love  | 15 febbraio 13:07 | 15 febbraio 20:32 | 7 ore, 25 minuti | Installazione del telescopio SOLAR e dell'EuTEF nella External Stowage Platform (ESP) sul Columbus, recupero del giroscopio non funzionante (che è stato sostituito nella missione STS-118 e immagazzinato nella ESP2) e trasferimento nella stiva di carico. |

## Risveglio
Come tradizione per tutti i voli NASA a partire dal Programma Gemini, per ogni giorno di missione, l'equipaggio della STS-122 ascolta un particolare brano musicale scelto da un astronauta, che per lui ha un particolare significato.
- Giorno 2: The Book of Love di Peter Gabriel per Léopold Eyharts.WAV Archiviato il 16 febbraio 2008 in Internet Archive. MP3 Archiviato il 16 febbraio 2008 in Internet Archive.
- Giorno 3: The Prairie Home Companion Theme Song per Stephen Frick. WAV Archiviato il 16 febbraio 2008 in Internet Archive. MP3 Archiviato il 16 febbraio 2008 in Internet Archive.
- Giorno 4: Männer di Herbert Grönemeyer, per Hans Schlegel. WAV Archiviato il 16 febbraio 2008 in Internet Archive. MP3 Archiviato il 16 febbraio 2008 in Internet Archive.
- Giorno 5: Fly Like an Eagle di Yolanda Adams, per Leland Melvin. WAV Archiviato il 16 febbraio 2008 in Internet Archive. MP3 Archiviato il 16 febbraio 2008 in Internet Archive.
- Giorno 6: Dream Come True di Jim Brickman, per Rex J Walheim. WAV Archiviato il 16 febbraio 2008 in Internet Archive. MP3 Archiviato il 16 febbraio 2008 in Internet Archive.
- Giorno 7: Oysters and Pearls di Jimmy Buffett, per il pilota Alan Poindexter. WAV Archiviato il 16 febbraio 2008 in Internet Archive. MP3 Archiviato il 16 febbraio 2008 in Internet Archive.
- Giorno 8: Consider Yourself da Oliver!, per Stanley Love. WAV Archiviato il 16 febbraio 2008 in Internet Archive. MP3 Archiviato il 16 febbraio 2008 in Internet Archive.
- Giorno 9: Marmor, Stein und Eisen Bricht di Drafi Deutscher, per Schlegel. WAV Archiviato il 16 febbraio 2008 in Internet Archive. MP3 Archiviato il 16 febbraio 2008 in Internet Archive.
- Giorno 10: I Believe I Can Fly di Yolanda Adams, per Melvin. WAV Archiviato il 26 febbraio 2008 in Internet Archive. MP3 Archiviato il 26 febbraio 2008 in Internet Archive.
- Giorno 11: Hail Thee, Harvey Mudd di Amy Lewkowicz per Love. WAV Archiviato il 26 febbraio 2008 in Internet Archive. MP3 Archiviato il 26 febbraio 2008 in Internet Archive.
- Giorno 12: Over the Rainbow/What a Wonderful World, cantata da Israel Kamakawiwo'ole, per Tani. WAV Archiviato il 26 febbraio 2008 in Internet Archive. MP3 Archiviato il 26 febbraio 2008 in Internet Archive.
- Giorno 13: Always Look on the Bright Side of Life cantata da Eric Idle, per Frick WAV Archiviato il 26 febbraio 2008 in Internet Archive. MP3 Archiviato il 26 febbraio 2008 in Internet Archive.
- Giorno 14: Hail to the Spirit of Liberty di John Philip Sousa per Poindexter. WAV Archiviato il 26 febbraio 2008 in Internet Archive. MP3 Archiviato il 26 febbraio 2008 in Internet Archive.

## Missione di riserva

### STS-323
STS-323 è la sigla assegnata agli equipaggi di riserva (Contingency Shuttle Crew Support) pronti al lancio in caso di guasti alla missione STS-122. La missione di soccorso è analoga alla missione STS-123 modificata. L'equipaggio è costituito da un gruppo di quattro astronauti della missione STS-123. Inizialmente lo Shuttle che era stato assegnato per la missione STS-323 era l'Endeavour, tuttavia furono riscontrati dei problemi con un filtro HEPA e venne quindi scelto il Discovery per compiere l'eventuale missione di recupero. Il Discovery venne portato nel Vehicle Assembly Building per accoppiarlo con il serbatoio esterno e i Solid Rocket Boosters che sarebbero stati utilizzati per la missione successiva STS-123, in modo da renderlo pronto al lancio entro il 10 aprile.